# Eugenie Fink
Eugenie Fink (* 24. Dezember 1891 in Biała (Zülz), Österreich-Ungarn; † 15. Juni 1942 im Vernichtungslager Maly Trostinez) war eine österreichisch-jüdische Lyrikerin.

## Leben
Eugenie Fink, auch Jenny oder Jenny Scheindel Fink genannt, wurde als Eugenie Monheid geboren. Am 13. September 1910 heiratete sie den Lyriker Isaak Fink (1881–1942).
Für die Jahre 1913 und 1914 ist ein Aufenthalt in Tokio belegt.
Im August 1938 beantragte das Ehepaar Visa für die USA. Da sie jedoch unter die polnische Quote fielen, dauerte die Wartezeit zu lang. Zuletzt lebten sie verarmt in der Floßgasse 9/9, einer beengten Sammelunterkunft für Juden. Beide wurden am 9. Juni 1942 aus Wien nach Minsk deportiert und kamen am 15. Juni 1942 im Vernichtungslager Maly Trostinez ums Leben.
1969 wurde die Eugenie-Fink-Gasse in Wien-Favoriten nach ihr benannt.

## Werke
- Musik der Stille. Gedichte. Saturn-Verlag, Wien 1934
- Verwaistes Herz und andere Gedichte. Gratis und Franko, Wien 1997
- mit Isaak Fink: Konvolut von Briefen. Elektronische Reproduktion von Einzelautographen (1938–1941), DNB Leipzig 2020.

Gedichte von Eugenie Fink finden sich in mehreren Anthologien und Zeitschriften:
- Rudolf Felmayer (Hrsg.): Dein Herz ist deine Heimat. Amandus-Verlag, Wien 1955, S. 94 und 177.
- Die Schönheit. Mit Bildern geschmückte Zeitschrift für Kunst und Leben, Jg. 6 (1919).[11]
- Georg Aehling (Hrsg.): Ist es Freude, ist es Schmerz? Jüdische Wurzeln – deutsche Gedichte. Edition Virgines 2012, ISBN 978-3-934268-97-5, S. 42–44.[12]

## Rezeption
Mehrere Gedichte von Eugenie Fink wurden vertont, so unter anderem von Henk Bijvanck, Julius Buchwald und Paul Manelski.